# Ariamnes setipes
Ariamnes setipes là một loài nhện trong họ Theridiidae.
Loài này thuộc chi Ariamnes. Ariamnes setipes được miêu tả năm 1882 bởi Hasselt.